# 마이크로소프트 다이내믹스
마이크로소프트 다이내믹스(Microsoft Dynamics)는 마이크로소프트사가 개발하고 소유하고 있는 비즈니스 제품군이지만 개별 제품은 본래 다양한 이름로 알려져 다른 회사가 제조하였다. 다이내믹스는 한때 코드이름 프로젝트 그린(project green)으로 알려져 있었다. 이 이름은 회사의 이전 비즈니스 소프트웨어 계열인 마이크로소프트 비즈니스 솔루션을 대체한다.

## 제품 구성
- CRM (고객 관계 관리, Customer Relationship Management)
- ERP (기업 자원 계획, Enterprise Resource Planning)
  - 마이크로소프트 다이내믹스 AX (Full Name: Axapta)
  - 마이크로소프트 다이내믹스 GP (이전 이름: Great Plains Software)
  - 마이크로소프트 다이내믹스 NAV (Full Name: Navision)
  - 마이크로소프트 다이내믹스 SL (이전 이름: 솔로몬 IV)
- 소매 관리 (Retail Management)
  - 마이크로소프트 다이내믹스 RMS (이전 이름: 퀵셀)
  - 마이크로소프트 다이내믹스 포인트 오브 세일(Point of Sale)
- 오피스 통합